# Alojzy Nagel
Alojzy Nagel (kasz. Alosz Nôdżel, ur. 26 maja 1930 r. w Kielnie k. Wejherowa, zm. 19 lipca 1998 r. w Gdyni) – kaszubski poeta i prozaik, autor opowiadań dla dzieci i wspomnień.

## Życiorys
Alojzy Nagel urodził się 26 maja 1930 r. w rodzinie krawca Leona i Gertrudy Naglów w Kielnie w ówczesnym powiecie morskim. Był środkowym z trojga rodzeństwa; miał dwie siostry. Jego ojciec stracił rękę na froncie I wojny światowej i otrzymywał pokaźną rentę z Niemiec. Matka również była krawcową. W 1937 r. A. Nagel zaczął chodzić do polskiej szkoły w Kielnie, którą – już jako szkołę niemiecką – ukończył w 1944 r. Jego rodzina ukrywała uciekiniera z obozu. W 1943 r. stracił matkę, która zmarła na serce, a w styczniu 1945 r. – ojca, zastrzelonego w czasie działań wojennych. Pod koniec wojny mieszkał w Miszewie. Opiekowała się nim siostra matki Wanda Hallmann (1907-1951), którą upamiętnił potem we wspomnieniach. Po wojnie pracował przy odbudowie kościoła w Kielnie, a w 1947 r. zaczął naukę w gimnazjum i liceum ogólnokształcącym księży werbistów w Górnej Grupie k. Grudziądza. W 1950 r., chcąc uniknąć wojska, wstąpił do zakonu w Pieniężnie k. Olsztyna i zaczął studiować teologię. W 1952 r. wystąpił z zakonu z powodu słabego zdrowia i problemów ze słuchem. Po śmierci ciotki wrócił do Kielna, gdzie mieszkał w biedzie w rozpadającym się domku przy kościele. Pracował w kilku różnych instytucjach i przedsiębiorstwach, najczęściej jako pracownik niewykwalifikowany, ale w 1958 r. był referentem działu zakupów w gminnej spółdzielni w Szemudzie. Z powodu postępującej głuchoty przeniósł się do domu opieki w Pucku, a później w Wejherowie, gdzie miał podstawowe utrzymanie. W 1966 r. zdał eksternistycznie maturę, a w 1967 r. podjął pracę w księgarni. Pracował też w spółdzielni inwalidów. Miał tzw. trzecią grupę inwalidztwa. Rodziny nigdy nie założył. W 1983 r. przeszedł na emeryturę. W związku z trudną sytuacją materialną wstąpił po stanie wojennym do kontrolowanego przez nowe władze Związku Literatów Polskich. Krótko mieszkał w rodzinnym Kielnie, a lata od 1986 r. spędził w Gdyni w domu „Za falochronem” w dzielnicy Witomino-Radiostacja. Jego 65. urodziny były okazją do oddania mu choć w części należnego hołdu. Nagel otrzymał wtedy m.in. Nagrodę literacką wojewody gdańskiego (którym był Maciej Płażyński) za rok 1994. W maju 1995 r. w Muzeum Piśmiennictwa i Muzyki Kaszubsko-Pomorskiej w Wejherowie zorganizowano wystawę „Alojzy Nagel – życie i twórczość” oraz obchody ku czci twórcy, na których A. Nagel był obecny. W ostatnich latach życia miał poważne problemy ze zdrowiem i stale przebywał w ośrodku w Chwarznie. Tam zmarł 19 lipca 1998 r. Pochowany został 23 lipca 1998 r. w Kielnie. W pierwszą rocznicę śmierci Gmina Szemud i Zrzeszenie Kaszubsko-Pomorskie ufundowało okazały nagrobek poecie. W Kielnie istnieje też ulica Alojzego Nagla, natomiast w pobliskim Nowym Dworze Wejherowskim 26 maja 2003 r. jego imię nadano szkole podstawowej. Otrzymała ona sztandar, a Wiesława Witosława Frankowska skomponowała hymn szkoły do kaszubskiego tekstu jej Patrona.

## Twórczość
Alojzy Nagel zaczął pisać dość wcześnie, bo już w szkole, i w dwóch językach: po polsku i łacinie. Za namową Lecha Bądkowskiego zaczął pisać po kaszubsku. Trafił do Koła Młodych przy gdańskim oddziale ZLP, a w 1953 r. zadebiutował jako poeta w „Dzienniku Bałtyckim”, gdzie wydrukował kilka rymowanych kaszubskich bajek z morałem. Publikował w takich pismach jak: „Kamena”, „Kaszëbë”, „Litery”, „Gromada – Rolnik Polski”, „Biuletyn Zrzeszenia Kaszubsko-Pomorskiego” czy „Pomerania”. W połowie lat 60. wstąpił do Stowarzyszenia Twórców Ludowych w Lublinie. W „Pomeranii” pisywał też kaszubskie felietony pod pseudonimem. Wiele jego wierszy ukazało się w rozmaitych antologiach, było też tłumaczonych na kilka języków, m.in. na niemiecki, i opatrywanych muzyką.
W 1968 r. Nagel otrzymał wejherowską Nagrodę Remusa, a w 1970 r. ukazał się pierwszy samodzielny tom jego wierszy pt. „Procem nocë”, zawierający 30 utworów. (Nazwisko autora na stronie tytułowej podano jako „Nagiel”; podobne rozbieżności można znaleźć też np. w prasie.) Wydano 600 egzemplarzy tej książeczki, wznowionej też po śmierci autora. Przygotował ją Wojciech Kiedrowski, który inaugurował wtedy działalność wydawnictwa ZK-P. W tym samym roku Nagel został członkiem ZLP i otrzymał nagrodę Wojewódzkiej Rady Narodowej w Gdańsku. Obszerny tom wierszy Nagla przygotował i wydał w 1971 r. Leon Roppel. Jego tytuł, „Cassubia fidelis”, czyli „Kaszuby wierne” (w domyśle: Polsce), był koncesją na rzecz polonocentrycznych poglądów redaktora, który również opatrzył książkę posłowiem. Siłami dwóch instytucji i z pomocą Jerzego Kiedrowskiego wydano 1000 sztuk tej książki. Autorowi przyznano wtedy też Srebrny Krzyż Zasługi. W 1972 r. Nagel otrzymał kaszubski Medal Stolema. W 1975 r. ogłosił jeszcze skromny tom refleksyjnych wierszy „Astrë” (27 utworów w wyborze Bolesława Faca, 1000 egz. nakładu), dedykowany Alesiowi Trojanowskiemu z Białorusi. Potem zaczął pisać dla dzieci.
W 1977 r. ukazał się tom krótkich bajek dla dzieci Nagla pt. „Nënka Roda i ji dzôtczi”, poprzedzony wierszem „Nie zabôczta”, z ilustracjami Gerarda Dziecielskiego (2000 egz.), a w 1979 r. następny, większy, pt. „Cëdowny wzérnik”, też z ilustracjami G. Dziecielskiego (2000 egz.). Pierwszy z nich przetłumaczyła Izabella Trojanowska i ukazał się on jako „Matka Przyroda i jej dzieci” w 1981 r. w nakładzie 100 tys. egzemplarzy i z ilustracjami Jana Miśka. Nagel opublikował jeszcze dwa tomy dla dzieci: poetycki „Szadi Władi” (1983) i prozatorski „Dzéwczę i krôsnięta” (1988), z ilustracjami Małgorzaty Marczak, który zawierał 45 bajek i którego nakład wyniósł 2000 egz. Szybko ukazało się jego polskie tłumaczenie, również autorstwa I. Trojanowskiej i w identycznej szacie graficznej, pt. „Dziewczynka i krasnoludki”, opublikowane w 40-tysięcznym nakładzie.
Pod koniec życia Nagel wrócił do poważnej liryki i w 1992 r. ogłosił niewielki refleksyjny tom wierszy religijnych pt. „Otemknij dwiérze”, zredagowany przez Stanisława Pestkę i dedykowany bp. Andrzejowi Śliwińskiemu (2000 egz.). Twierdził, że tematy, które w nim porusza, są trwałe i nieprzemijające. W 1993 r. ogłosił – w niewielkim nakładzie 99 sztuk, skromnej poligrafii i w redakcji Stanisława Jankego – wspomnienia z dzieciństwa pt. „Świecka apostołka Wanda Hallmann”, skupione na osobie ciotki – opiekunki autora. Tłumaczył też Nowy Testament na język kaszubski. Publikował w prasie i periodykach, wiele wierszy, zwłaszcza okolicznościowych, rozdał. Miał widoczną łatwość tworzenia. Mimo głuchoty udzielał się towarzysko i oficjalnie (nosił aparat). Krytykował m.in. bieżące życie polityczne, które skłoniło go też do napisania wspomnianych wierszy religijnych. W 1995 r. wręczono mu kaszubskie wyróżnienie – Srebrną Tabakierę Abrahama – przyznawane przez gdyński oddział ZK-P, organizacji, którą poeta krytykował za niedostateczną kaszubskość.
Krytycy i recenzenci, m.in. Tadeusz Bolduan, Jan Drzeżdżon, Bolesław Fac i Stanisław Janke, podkreślają liryczność poezji Alojzego Nagla, jej lapidarność i prostotę. Jego wiersze są często lakoniczne, ale pełne uczuć, melancholii, a nawet pesymizmu. W formie są raczej klasyczne, zwrotkowe i rymowane, nie ma w nich eksperymentowania ani przesady. Pisane są w mowie rodzimej autora, czyli gwarze okolic Kielna. Za to w twórczości dla dzieci Nagel jest pogodnym i dowcipnym poetą i bajkopisarzem. Właśnie jego utwory dla dzieci pojawiają się ostatnio we wznowieniach oraz także w podręcznikach języka kaszubskiego. W 1997 r. siłami dwóch instytucji i przy wsparciu Gminy Szemud oraz Muzeum Piśmiennictwa i Muzyki Kaszubsko-Pomorskiej w Wejherowie wydano też wybór (28 wierszy) „poważnej” poezji A. Nagla pt. „Nie spiéwôj pùsti nocë”, pod redakcją S. Jankego, z ilustracjami J. Miśka i w zmodyfikowanej pisowni. W 1999 r. wznowiono pierwszy tom jego poezji, czyli „Procem nocë”, poprawiony, w uwspółcześnionej pisowni i z krótkim życiorysem autora. W rękopisie pozostały m.in. jego wspomnienia pt. „Moje żëcé”, przechowywane w MPiMK-P.

## Publikacje
- Procem nocë, Wyd. ZK-P, Gdańsk 1970, Oficyna Czec, Gdańsk 1999
- Cassubia fidelis, Wyd. Wydział Kultury Prezydium WRN w Gdańsku i Gdańskie Towarzystwo Przyjaciół Sztuki o/Wejherowo, Gdańsk-Wejherowo 1971
- Astrë, Wyd. ZK-P, Gdańsk 1975
- Nënka Roda i ji dzôtczi, Wyd. ZK-P, Gdańsk 1977
- Cëdowny wzérnik, Wyd. ZK-P, Gdańsk 1979
- Matka Przyroda i jej dzieci. Bajki kaszubskie, Wydawnictwo Morskie, Gdańsk 1981
- Szadi Władi, Wyd. ZK-P, Gdańsk 1983
- Dzéwczę i krôsnięta, Wyd. ZK-P, Gdańsk 1988
- Dziewczynka i krasnoludki, Wydawnictwo Morskie, Gdańsk 1988
- Otemknij dwiérze, Wydawnictwo Diecezjalne, Pelplin 1992
- Świecka apostołka Wanda Hallmann, Wyd. RWK Gdańsk 1993
- Nie spiéwôj pùsti nocë. Wierztë wëbróné, Wyd. Instytut Kaszubski i „Pomerania”, Gdańsk 1997

## Udział w antologiach (ważniejsze pozycje)
- Wieś tworząca. IV antologia współczesnej poezji chłopskiej, Lublin 1970
- Pogłosy ziemi. Antologia współczesnej ludowej poezji religijnej, Wyd. PAX, Warszawa 1971
- Kaschubische Anthologie, wyd. Otto Sagner Verlag, München 1973
- Modra struna. Antologia poezji kaszubskiej, Wydawnictwo Morskie, Gdynia-Gdańsk 1973 (15 utworów)
- Drëszny spiewë. Pieśni przyjaciół. Песни дружбы, Wyd. Muzeum Piśmiennictwa i Muzyki Kaszubsko-Pomorskiej w Wejherowie i ZK-P o/Wejherowo, Wejherowo 1977 (łącznie 8 utworów w wersjach oryginalnych i tłumaczeniach)
- Swięti dzél dësze, Wyd. ZK-P, 1981
- W. Kirstein (red.),Kaszëbsczié kolędë ë godowé spiéwë, Wyd. ZK-P, Gdańsk 1982
- J. Drzeżdżon, Współczesna literatura kaszubska 1945-1980, Ludowa Spółdzielnia Wydawnicza, Warszawa 1986 (Trudna droga kaszubska, wspomnienia)
- R. Wosiak-Śliwa, M. Cybulski, Kaszubski język literacki. Podręcznik dla lektoratów, Gdańsk 1992
- Mësla dzecka. Antologiô kaszëbsczich wiérztów dlô dzôtków i młodzëznë, Wyd. Rost, Banino 2001 (19 utworów)
- Dzëczé gãsë. Antologiô kaszëbsczi pòezji, Wyd. Region, Gdynia 2004 (7 utworów)